# Neu Redlin
Neu Redlin ist ein Gemeindeteil im Ortsteil Jännersdorf der Gemeinde Marienfließ im Landkreis Prignitz in Brandenburg.

## Geographie
Der Ort liegt zwei Kilometer nordnordwestlich von Jännersdorf. Die Nachbarorte sind Klein Pankow im Norden, Kuwalk und Wahlstorf im Nordosten, Jännersdorf im Südosten, Porep im Süden, Drenkow im Südwesten, Mooster im Westen sowie Redlin im Nordwesten.